# 奧貝利艾

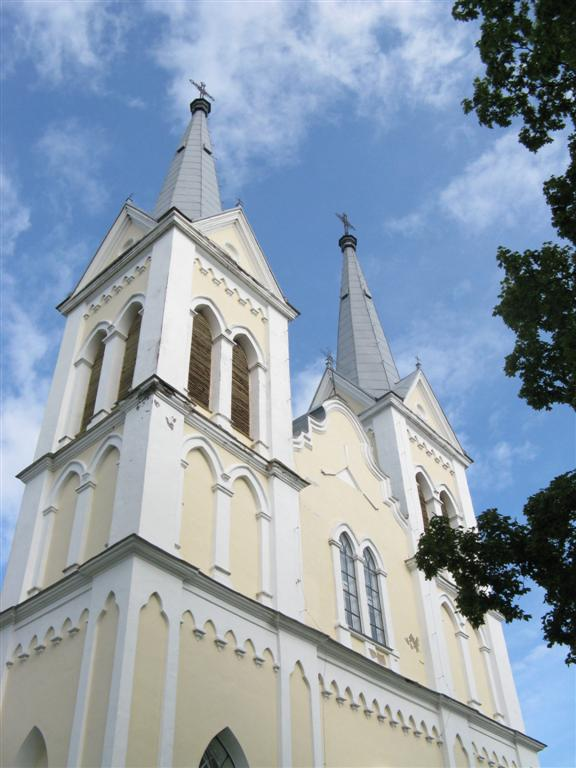
奧貝利艾

奧貝利艾是立陶宛的城市，位於羅基什基斯以東15公里，毗鄰與拉脫維亞接壤的邊境，由帕內韋日斯縣負責管轄，海拔高度87米，2010年人口1,241。第二次世界大戰期間，納粹德國在1941年8月25日殺害當地1,160名猶太人居民。

## 外部連結
- Shtetlinks Obeliai
- International Civic Arms （页面存档备份，存于）.